# Return to the Planet of the Apes
Return to the Planet of the Apes je americký animovaný televizní seriál od Davida H. DePatia a Frize Frelenga. Seriál je založený na románu Planeta opic francouzského spisovatele Pierra Boulla. Byl produkován společnostmi DePatie-Freleng Enterprises a 20th Century Fox Television a měl premiéru dne 6. září 1975 na stanici NBC
Stanice NBC odvysílala od 6. září do 29. listopadu 1975 třináct dílů, seriál však neměl příliš velkou sledovanost. Televize proto zvažovala produkci druhé řady jen se třemi epizodami, které by ukončily příběh, avšak k její realizaci nikdy nedošlo.

## Příběh
Příběh sleduje tři americké astronauty, Billa Hudsona (Tom Williams), Jeffa Allena (Austin Stoker) a Judy Franklinovou (Claudette Nevins), kteří se nechtěně dostanou do vzdálené budoucnosti planety Země. V ní naleznou tři skupiny: zmutované lidi, jež obývají pouštní jeskyně, lidi žijící pod povrchem a civilizované opice, které si lidskou rasu podmanily. Astronauti se zapletou do místních událostí a snaží se ochránit lidskou rasu a vymanit ji z opičího útlaku. V obsazení se objevily také známé postavy z předchozích filmů a seriálu. Například opice Nova (Claudette Nevins), generál Urko (Henry Cordin), Zira (Philippa Harris), Cornelius (Edwin Mills) a doktor Zaius (Richard Blackburn).

## Obsazení
- Richard Blackburn a Tom Williams jako Bill Hudson
- Henry Corden a Edwin Mills jako Cornelius
- Philippa Harris jako Zira
- Henry Corden jako generál Urko
- Claudette Nevins jako Judy Franklin
- Austin Stoker jako Jeff Allen
- Richard Blackburn jako doktor Zaius
- Claudette Nevins jako Nova
- Ronald Brent
- Krador
- The Underdwellers

## Seznam dílů
| Č. v seriálu | Původní název                 | Režie       | Scénář                     | Premiéra v USA     |
| ------------ | ----------------------------- | ----------- | -------------------------- | ------------------ |
| 1            | Flames of Doom                | Doug Wildey | Larry Spiegel              | 6. září 1975       |
| 2            | Escape from Ape City          | Doug Wildey | Larry Spiegel              | 13. září 1975      |
| 3            | The Unearthly Prophecy        | Doug Wildey | Jack Kaplan a John Barrett | 20. září 1975      |
| 4            | Tunnel of Fear                | Doug Wildey | Larry Spiegel              | 27. září 1975      |
| 5            | Lagoon of Peril               | Doug Wildey | J.C. Strong                | 4. října 1975      |
| 6            | Terror on Ice Mountain        | Doug Wildey | Bruce Shelly               | 11. října 1975     |
| 7            | River of Flames               | Doug Wildey | Jack Kaplan a John Barrett | 18. října 1975     |
| 8            | Screaming Wings               | Doug Wildey | Jack Kaplan a John Barrett | 25. října 1975     |
| 9            | Trail to the Unknown          | Doug Wildey | Larry Spiegel              | 1. listopadu 1975  |
| 10           | Attack from the Clouds        | Doug Wildey | Larry Spiegel              | 8. listopadu 1975  |
| 11           | Mission of Mercy              | Doug Wildey | Larry Spiegel              | 15. listopadu 1975 |
| 12           | Invasion of the Underdwellers | Doug Wildey | J.C. Strong                | 22. listopadu 1975 |
| 13           | Battle of the Titans          | Doug Wildey | Bruce Shelly               | 29. listopadu 1975 |